# Mark (Hamm)
Mark ist ein Ortsteil der westfälischen Stadt Hamm.

## Geographie

### Lage
Mark liegt östlich des Zentrums der Stadt Hamm.

### Nachbargemeinden
Mark grenzte im Jahr 1938 im Uhrzeigersinn im Westen beginnend an die Stadt Hamm und an die Gemeinden Werries, Braam-Ostwennemar und Berge (alle heute zu Hamm).

## Geschichte
Der Siedlungsname leitet sich von der Burg Mark ab. Erstmals wurde Mark urkundlich um 1155–1159 mit dem Ritter Rabodo de Marke erwähnt. 1256 und 1265 urkundlich (castrum) Marcha genannt. Um 1300: Marka cum capella in Hamme.
Mark gehörte im Spätmittelalter und der Frühen Neuzeit in eigener Bauerschaft (Buyrschap Marke) im Amt Hamm zur Grafschaft Mark. Laut dem Schatzbuch der Grafschaft Mark von 1486 hatten die 8 Steuerpflichtigen in der Bauerschaft zwischen 2 oirt und 6 Goldgulden an Abgabe zu leisten. Größter Steuerzahler war Schult van der Marke mit 6 Goldgulden. Im Jahr 1705 waren in der Bauerschaft Marck 17 Steuerpflichtige mit Abgaben an die Rentei Hamm im Kataster verzeichnet.
Im 19. Jahrhundert gehörte Mark bei der Errichtung der Ämter in der preußischen Provinz Westfalen zum Amt Rhynern im Kreis Hamm. Im Jahr 1885 gab es in der Landgemeinde Mark auf 509 ha Fläche, davon 335 ha Ackerland, 24 ha Wiesen, 21 ha Holzungen, 1 Wohnplatz, 126 Wohnhäuser mit 165 Haushaltungen und 922 Einwohner. 
Anlässlich der Auskreisung der Stadt Hamm am 1. April 1901 wurde aus dem Kreis der Landkreis Hamm. Nach einer Gebietserweiterung im Jahr 1929 wurde dieser im Oktober 1930 in Kreis Unna umbenannt. Mark hatte im Jahr 1849 insgesamt 657 Einwohner. Im Jahr 1910 waren es 1567 und im Jahr 1931 1683 Einwohner.
Am 1. April 1939 wurde die Gemeinde Mark aufgelöst. Von den 5,09 km² wurden 2,38 km² der Stadt Hamm zugesprochen. Braam-Ostwennemar erhielt 1,89 km², Westtünnen 0,83 km².

## Verkehr

### Straßen
Die Kreisstraße 2 verbindet Mark mit Hamm, Werries und Uentrop.

### Öffentlicher Personennahverkehr
Braam-Ostwennemar wird hauptsächlich von den Linien 6 und 18 erschlossen. Beide führen im Westen nach Hamm und im Osten nach Werries.